# グリーンピア
グリーンピア（和製英語：Green Pia）とは、日本の公的保養施設。正式名称は大規模年金保養基地。年金福祉事業団が全国的に設置した年金保養施設の通称である。勤労者および青少年の健康増進と、増大する余暇の有効利用を目的として建設・整備された。

全国に13箇所の施設が設置されたが、公的年金流用問題の発覚により廃止が決定され、2005年（平成17年）末までに全施設が売却された。売却後の施設は一部を除き、所在地の自治体によりグリーンピア等の公的保養施設として、また民間譲渡された施設はリゾートホテル等として営業を継続している。

## 歴史

### 列島改造論による建設
根拠法は1961年（昭和36年）10月に成立した年金福祉事業団法で、同法により年金被保険者らの「福祉の増進に必要な施設の設置又は整備を促進する」ことが規定され、建設が可能となった。同法に基づき、同年11月25日に厚生省所管の特殊法人として年金福祉事業団が設立された。
1972年（昭和47年）7月、第1次田中内閣が発足。日本列島改造論を掲げた田中角栄が内閣総理大臣に就任した。同年8月、田中は首相の私的諮問機関として日本列島改造問題懇談会を設置した。これに促されてグリーンピア構想が具体化し、同年8月に厚生省年金局と大蔵省理財局がグリーンピア設置に合意した。
1975年（昭和50年）7月にはグリーンピア建設の「全体基本計画」が発表された。1980年（昭和55年）から建設が開始され、小泉純一郎が厚生大臣を務めていた1988年（昭和63年）まで建設が続けられた。日本全国の13箇所（北海道・本州・四国・九州の13道県）に設置された。
グリーンピアは、厚生年金保険及び国民年金の受給者が、生きがいある有意義な老後生活を送るための場を提供するとともに、これら年金制度の加入者及びその家族等の有効な余暇利用に資することを目的として、年金福祉事業団が大蔵省資金運用部から財政投融資による貸付けを受けて設置し、地方公共団体等に委託して運営していた。

### 特殊法人改革による廃止方針
1996年（平成8年）に成立した第2次橋本内閣が進めた特殊法人等改革により、2001年（平成13年）4月に年金福祉事業団法が廃止。これに伴い同年3月に同事業団は廃止、同年4月1日に年金資金運用基金へ改組され、グリーンピアの施設管理運営業務は同基金に継承された。同年12月の第2次森内閣における閣議決定で「特殊法人等整理合理化計画」が打ち出され、同基金がグリーンピア施設の管理運営業務から撤退することが決定。グリーンピアについては「平成17年（2005年）度までに廃止、特に赤字施設についてはできるだけ早期に廃止する」とされた。
グリーンピア廃止は小泉内閣による行政改革「聖域なき構造改革」の一環として行われた。小泉純一郎首相は国会国会での答弁で「2005年度までに（売却価格が）安くてもすべて廃止処分」とすることを明言した。

### 公的年金流用問題の発覚
2004年（平成16年）には公的年金流用問題が発覚し、年金保険料が本来の年金給付以外の事業へ安易に流用されていることが問題視された。その中で、グリーンピアの赤字が増大していることと、年金福祉事業団が旧厚生省（厚生労働省）と社会保険庁の天下り先となっていることや箱物行政であるなどと厳しく批判された。これを受け、同年に成立した年金積立金管理運用独立行政法人法（平成16年法律第105号）により、2005年度（平成17年度）末までに、全国13箇所のグリーンピア施設をすべて廃止することとなり、公的施設として引き続き活用できるよう地方自治体等への譲渡を進めることとした。
公的リゾートホテルとしての性格を持って全国に建設・整備されたグリーンピアであったが、計画性なく無駄に資金を投入して経営不振になり、少子高齢化が進んだ日本の公的年金積立金の不安定化にさらなる打撃を与える結果となった。
また、グリーンピアの施設13箇所のうち、大半（大沼、田老、岩沼、二本松、津南、南紀、安浦、土佐横浪、南阿蘇）が歴代厚生大臣の地元であったことなどから、建設利権も指摘された。

### 施設の廃止と売却
グリーンピアは公共施設として設置・運営されてきた経緯に照らし、地域周辺の自然環境保全や雇用の確保を図る等の観点から、売却にあたっては公共的・公益的な施設として引き続き利用できるようできるだけ一括して、施設所在地の自治体へ譲渡し、それが進まない場合には民間へ譲渡するという方針の下で進められた。
年金資金運用基金は、グリーンピア施設を所在地の自治体へ払い下げた。グリーンピア指宿のみ所在地の鹿児島県に本店を置く新日本科学に譲渡した。グリーンピア土佐横浪については所在地の須崎市へ譲渡後に市が民間企業へ譲渡している（経緯は#グリーンピアと高知県を参照）。
2005年（平成17年）12月のグリーンピア三木（兵庫県三木市）の譲渡により、全13施設の譲渡が完了した。譲渡の条件として公共利用することと10年間の転売禁止が課せられていたが、2017年（平成27年）5月時点で条件は全て解禁されている。
年金保険料を原資として建設・整備されたグリーンピアの損失額は全体で3,682億円にのぼり、80億円の建設費をかけた施設を3億円で売却した事例もあった。グリーンピアの建設費は全施設で1,914億円にのぼり、その売却総額はわずか約48億円であった。
翌2006年（平成18年）4月1日に同基金は廃止され、同日付で新設された年金積立金管理運用独立行政法人 (GPIF) が年金積立金の管理・運用業務を継承している。

## グリーンピア以外の施設売却問題
グリーンピアと同様に、年金保険料を原資とし厚生年金事業振興団が運営していた厚生年金関連施設として、以下のものがあった。
- ウェルサンピア（厚生年金休暇センター・厚生年金スポーツセンター・厚生年金健康福祉センター）
- ウェルシティ（厚生年金会館）
- ウェルホーム（厚生年金老人ホーム）

公的年金流用問題により、これらの厚生年金関連施設についても、グリーンピアと同様に廃止・売却が決定された上で、2005年に新設された年金・健康保険福祉施設整理機構へ移管された。詳細については各記事を参照のこと。
グリーンピアと同様に厚生年金関連施設についても、運営していた特殊法人や公益法人が厚生省と社会保険庁の天下りポストとなっていたことも批判された。
グリーンピアやウェルサンピアなどの年金関連施設のほか、雇用促進事業団が雇用保険事業として設置した勤労者福祉施設（年金施設と同様に特殊法人改革で廃止）、旧郵政省時代に簡易保険の運用益を原資として設置した「かんぽの宿」（郵政民営化で一部が廃止）などの施設でも、廃止に際して施設の売却問題が起こっている。詳細については各記事を参照のこと。

## グリーンピアと高知県
1972年（昭和47年）7月に第1次田中内閣が発足し、同年8月に厚生省年金局と大蔵省理財局がグリーンピア設置に合意した際に、地元の高知県高知市でのグリーンピア建設構想を打ち出したのは、当時の厚生大臣で参議院高知地方区選出の塩見俊二であった。塩見は同年8月に高知市でのグリーンピア構想を発表している。
しかし結局、高知市にはグリーンピアは建設されず、高知県では15年後の1987年（昭和62年）10月、土佐市・須崎市にグリーンピア土佐横浪が開業した。なお土佐市は塩見俊二の出身地であり、土佐市民公園には塩見の銅像が建立されている。
横浪（よこなみ）は、浦ノ内湾の湾口から湾奥までが3里（12km）あることから、古くから「横浪三里」と呼ばれ、静かな内海が広がる景勝地である。四国八十八箇所の遍路で、近辺には海産物の鉄板焼きが食べられる店などが並び、湾内には須崎市が地域の足として巡航船を運航している。
グリーンピア土佐横浪は、基地（施設）が2地区に分かれており、土佐市の竜（りゅう）基地と、須崎市の光松（みつまつ）基地があった。竜基地に27億円、光松基地に108億円、総額135億円をかけて建設された。太平洋に面した横浪半島の先に竜基地、その内側の浦ノ内湾に面して光松基地があった。基地が2地区に分かれているのは全国のグリーンピアで唯一である。
竜基地（土佐市宇佐町竜字南新浜564）には、流れるプール、アスレチック、サイクルモノレール、ボート乗り場、自転車乗り場、パターゴルフなどがあり、光松基地（須崎市浦の内出見光松1189）には宿泊施設のほか、ゴーカート、サイクルボート、ジェットスライダー、スポーツリフト、ビームライフル、人工スキー、ゴルフ練習場などがあった。地域では数少ないリゾート施設として地元のファミリー層の利用も多かった。
1992年度をピークに宿泊者数が減少したため、1999年1月末には竜基地を閉鎖し、翌2000年8月に4億8,200万円で学校法人明徳義塾へ売却した。跡地には、明徳義塾中学校・高等学校国際クラスの竜キャンパスが建設された。
グリーンピア土佐横浪は1987年の開業後、2年目から赤字となっていた。そのため最後の切り札として、高知県と須崎市は施設運営を民間委託することを決定。竜基地売却の翌年となる2001年12月、財団法人グリーンピア土佐横浪は施設運営を株式会社リゾート・コンベンション企画（RCP）へ委託した。RCPは同年に深田智之が起業した東京のベンチャー企業で、その後も「ハコモノ再生」として地方のリゾート物件の事業再生を手掛けている。その結果、RCPは2年間で1,500万円の黒字転換を遂げた。
しかしグリーンピア全施設の廃止・売却が決まり、地元では町おこしに期待をかけていた矢先の廃止決定となった。須崎市は2003年末にグリーンピア土佐横浪の施設活用案を募集し、複数の事業者から提案があったものの、黒字化の実績があったRCPの案は採用されず、施設は廃止されることとなった。
翌2004年3月31日をもってグリーンピア土佐横浪は運営停止。累積赤字は11億円に達していた。施設廃止は決定的となったが、これに対しては民主党の山本孝史参議院議員（大阪府選挙区選出）が、テレビ朝日系列『ワイド!スクランブル』に出演し「黒字転換を果たした矢先に、地域活性化の核となるグリーンピア土佐横浪を廃止すべきではない」と廃止反対を訴えた。その一方でグリーンピア計画自体に反対していた日本共産党は、グリーンピア土佐横浪の破産に対しても「利権のため年金保険料を無駄遣いした」と厳しく批判し、革新政党の中でも評価が分かれることとなった。
同年6月28日付で、財団法人グリーンピア土佐横浪（理事長：吉良史子高知県副知事）の破産が決定した。グリーンピアの全施設廃止決定後、運営停止となった施設は複数あったが、破産した事例は初となった（その後も破産した施設は他になく、2024年時点で唯一である）。これを受け、須崎市は光松基地を1億円で購入することを決定。跡地利用として老人ホームと宿泊施設付きの高齢者福祉施設として建物を活用するとし、運営は市内に所在する医療法人に委託する計画としたものの、結局は実現しなかった。建物は放置され廃墟化していたが、のちに周辺の土地も含めて外資系企業が取得して建物は解体され、跡地は私有地として立入禁止となっている。
廃止・譲渡されたグリーンピア全13施設のうち、グリーンピア土佐横浪以外の施設は、地元自治体によりグリーンピアとして運営継続されたり、廃止後も公共施設等として何らかの形で活用されている。また民間企業によりホテルとして営業している施設もある（#施設一覧を参照）。廃止後に地元で活用されることもなく、地域住民が立ち入ることすら不可能となっているのは、皮肉にもグリーンピア発祥の地とも言える高知県の施設だけである。

## 施設一覧
正式名称は「大規模年金保養基地」であるため、各施設の正式名称は「地名+基地」である。
1. グリーンピア大沼（北海道）
2005年（平成17年）3月、森町へ譲渡。
町へ譲渡後「グリーンピア大沼」として営業していたが、リブ・マックスが2024年3月8日から「リブマックスリゾート函館 グリーンピア大沼[17]」としてリブランド営業[18][19]。
2. グリーンピア田老（岩手県）
2005年（平成17年）3月、田老町（現：宮古市）へ譲渡。
現：グリーンピア三陸みやことして営業[20]。東日本大震災では市内が甚大な津波被害を受け、グリーンピア三陸みやこのホテル部分が避難所となり、敷地内のグラウンドやテニスコートに約400棟の仮設住宅も建設され、駐車場部分は仮設商店街となった[21]。
3. グリーンピア岩沼（宮城県）
2003年（平成15年）3月末運営停止。2003年11月、岩沼市へ譲渡され「グリーンピア岩沼」として営業。2004年から阪急阪神第一ホテルグループがホテル運営を担ったが、業績悪化のため2021年11月に閉館[22]。その後、有限会社ホテルテトラ（北海道函館市）[23]が岩沼市から建物と敷地の無償貸付を受け、2022年8月3日からグリーンピア岩沼内で「ホテルテトラリゾート仙台岩沼[24]」として営業開始[22]。
4. グリーンピア二本松（福島県）
2002年（平成14年）6月末運営停止。2004年1月、二本松市へ譲渡。
現：スカイピアあだたらとして営業[25]。
5. グリーンピア津南（新潟県）
2005年（平成17年）9月、津南町へ譲渡。
現：ニュー・グリーンピア津南として営業[26]。
6. グリーンピア恵那（岐阜県）
2000年（平成12年）4月末運営停止。2004年9月、恵那市へ譲渡。
施設廃止後、跡地は観光農園「えな笠置山栗園」として活用[27]。
7. グリーンピア三木（兵庫県）
2005年（平成17年）12月、兵庫県へ譲渡。
現：ネスタリゾート神戸として営業[28]。
8. グリーンピア南紀（和歌山県）
2003年（平成15年）3月末運営停止。2005年7月、那智勝浦町・太地町へ譲渡。
跡地はスポーツ施設「紀南大規模年金保養基地跡地」として活用[29][30]。
9. グリーンピア安浦（広島県）
2005年（平成17年）6月、呉市へ譲渡。
市へ譲渡後「グリーンピアせとうち」として営業していたが、施設老朽化や経営難から2024年2月29日をもって閉館しシャトレーゼへ譲渡、同社は施設を改修して菓子工場とする[31]。
10. グリーンピア土佐横浪（高知県）
1999年（平成11年）、竜基地を閉鎖し、2000年（平成12年）8月に学校法人明徳義塾へ譲渡。現：明徳義塾竜キャンパス[12]。
残った光松基地で営業していたが、2004年（平成16年）3月末に運営停止。同年6月28日破産[8]。2005年（平成17年）8月、民間企業へ譲渡。施設は解体撤去。
11. グリーンピア八女（福岡県）
2004年（平成16年）11月、黒木町（現：八女市）へ譲渡。
現：グリーンピア八女として営業[32]。
12. グリーンピア南阿蘇（熊本県）
2003年（平成15年）5月末運営停止。2004年（平成16年）12月、久木野村（現：南阿蘇村）へ譲渡。
現：ホテルグリーンピア南阿蘇として営業[33]。
13. グリーンピア指宿（鹿児島県）
2002年（平成14年）5月末運営停止。2004年（平成16年）9月、新日本科学へ譲渡。
現：指宿ベイヒルズHOTEL＆SPA[34]として営業。また跡地の一部には、メディポリス国際陽子線治療センターなどが設置されている。